# Dasht Feshād
Dasht Feshād (persiska: Dastfeshād, دشت فشاد, Dast Feshād) är en ort i Iran.   Den ligger i provinsen Khorasan, i den nordöstra delen av landet, 600 km öster om huvudstaden Teheran. Dasht Feshād ligger 1 096 meter över havet och antalet invånare är 182.
Terrängen runt Dasht Feshād är platt.Runt Dasht Feshād är det ganska tätbefolkat, med 56 invånare per kvadratkilometer. Närmaste större samhälle är Raisi, 14,4 km öster om Dasht Feshād. Omgivningarna runt Dasht Feshād är i huvudsak ett öppet busklandskap.